# Parafia Wniebowstąpienia Pańskiego w Ejszyszkach
Parafia Wniebowstąpienia Pańskiego w Ejszyszkach – rzymskokatolicka parafia znajdująca się w Ejszyszkach, w archidiecezji wileńskiej w dekanacie Soleczniki.
Kościoły i kaplice na terenie parafii:
- kościół Wniebowstąpienia Pańskiego w Ejszyszkach – kościół parafialny
- kaplica w Dajnowej
- kaplica w Montwiliszkach
- kaplica szpitalna w Ejszyszkach

Msze święte odprawiane są w językach polskim i litewskim.

## Historia
Według legendy parafia w Ejszyszkach powstała jako 16 na Litwie z rozkazu Witolda Kiejstutowicza. W końcu XIV w. wybudowano tu kościół pod wezwaniem Bożego Ciała lub Matki Bożej, spalony w 1432 przez wojska Świdrygiełły. Nowy kościół ufundował w 1443 wielki książę litewski Kazimierz Jagiellończyk, który również uposażył parafię ziemią. Parafię uposażali jeszcze królowie Aleksander Jagiellończyk w 1502 i Zygmunt I Stary w 1522.
W latach 1846–1852 wybudowany obecny kościół. Po wybuchu powstania styczniowego tutejszy wikary ks. Józef Horbaczewski odczytał manifest rządu narodowego i został kapelanem powstania. Ze spisu parafian z 25 kwietnia 1911 wynikało, że z 10 385 wiernych 79 żądało kazań w języku litewskim, a 807 mówiło, lecz nie żądało kazania po litewsku. W 1919 podczas krótkotrwałej władzy bolszewików aresztowano i wywieziono wikariusza ks. Jana Naruszysa.
W okresie międzywojennym proboszczem w Ejszyszkach był ks. Bolesław Moczulski. W 1939 parafia liczyła 10540 wiernych, co czyniło ją jedną z największych w archidiecezji wileńskiej. Przy parafii funkcjonował sierociniec. W czasach komunizmu parafia funkcjonowała.
Z parafii wywodzili się bp Jerzy Talat – biskup żmudzki i kijowski i bp Aleksander Kaszkiewicz – biskup grodzieński.